# Вольф, Мартин
Иоганн Август Филипп Мартин Вольф (нем. Martin Wolff ; 19 мая 1852, Берлин — 6 октября 1919, там же) — немецкий скульптор. Представитель академизма.

## Биография
Родился в семье скульптора Карла Конрада Альберта Вольфа. Первые уроки мастерства получил у отца.
В 1871—1875 г. учился в Прусской академии художеств. Ученик Эдуарда Даге, совершил ознакомительные поездки в Вену и Италию.
В 1880 году его скульптурная композиция «Theseus Finden die Waffen Seines Vaters» («Тесей находит оружие своего отца») была награждена стипендией для поездки в Париж. В 1882—1883 году находился в Риме. По возвращении в Берлин основал собственную студию.
Творил под влиянием творчества своего отца Карла Конрада Альберта Вольфа в традициях академизма, ориентированного на античность.

## Награды
- Орден Красного орла 3 степени.
- Орден Короны (Пруссия) 4 степени.

## Избранные работы

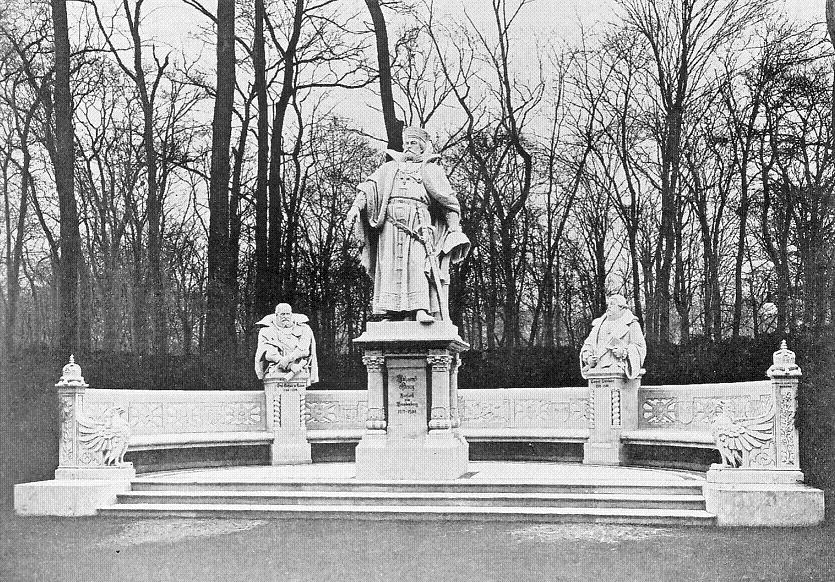
Аллея Победы в Берлине. На первом плане — памятник Альбрехту Медведю.
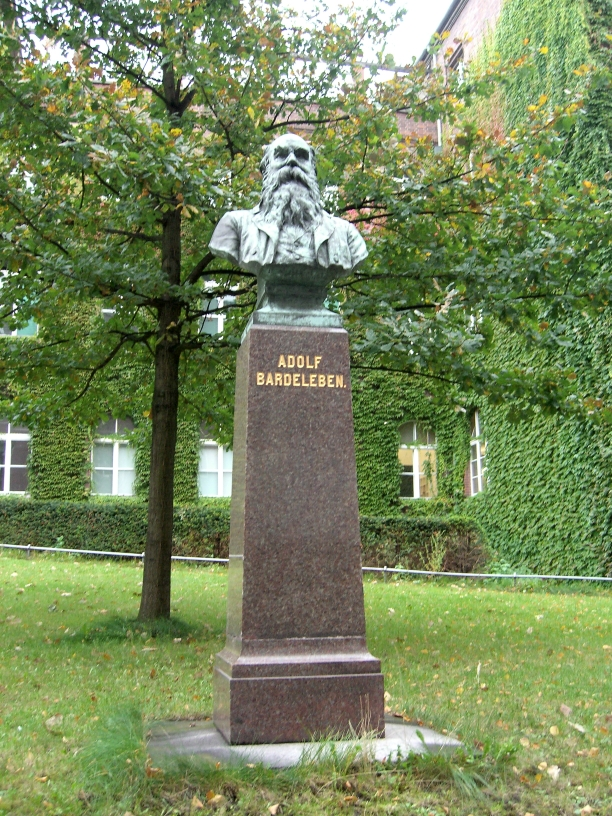
Бюст Генриха Адольфа фон Барделебена
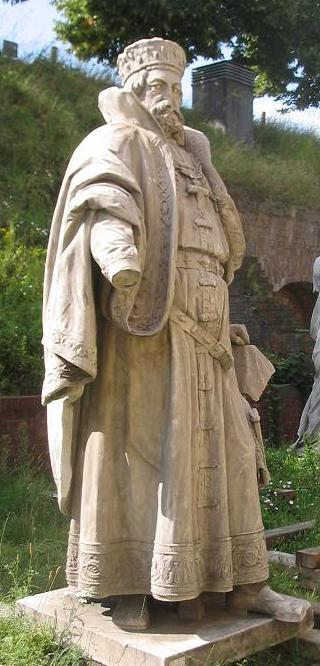
Статуя Иоганна Георга Бранденбургского
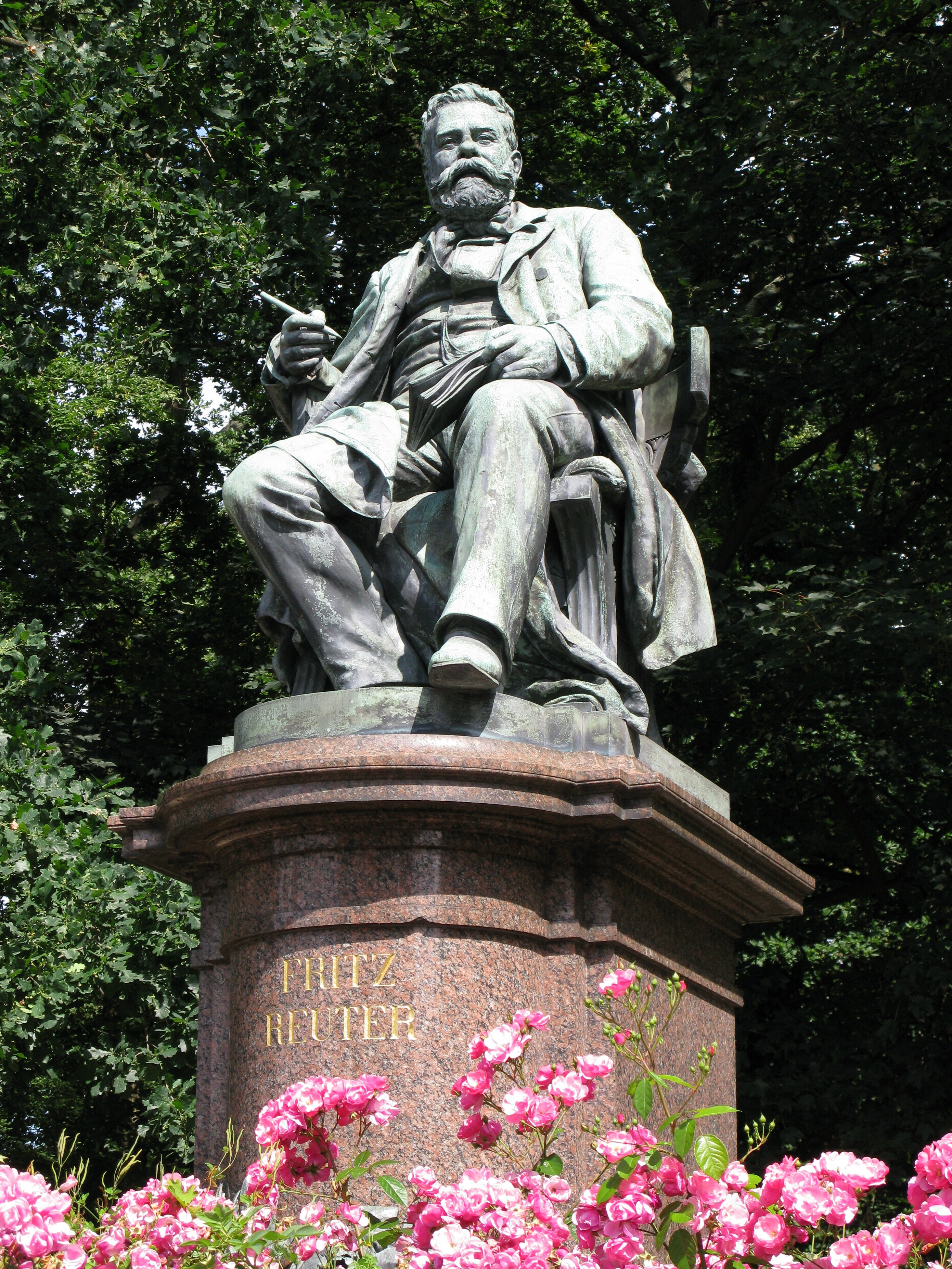
Памятник Фрицу Рейтеру
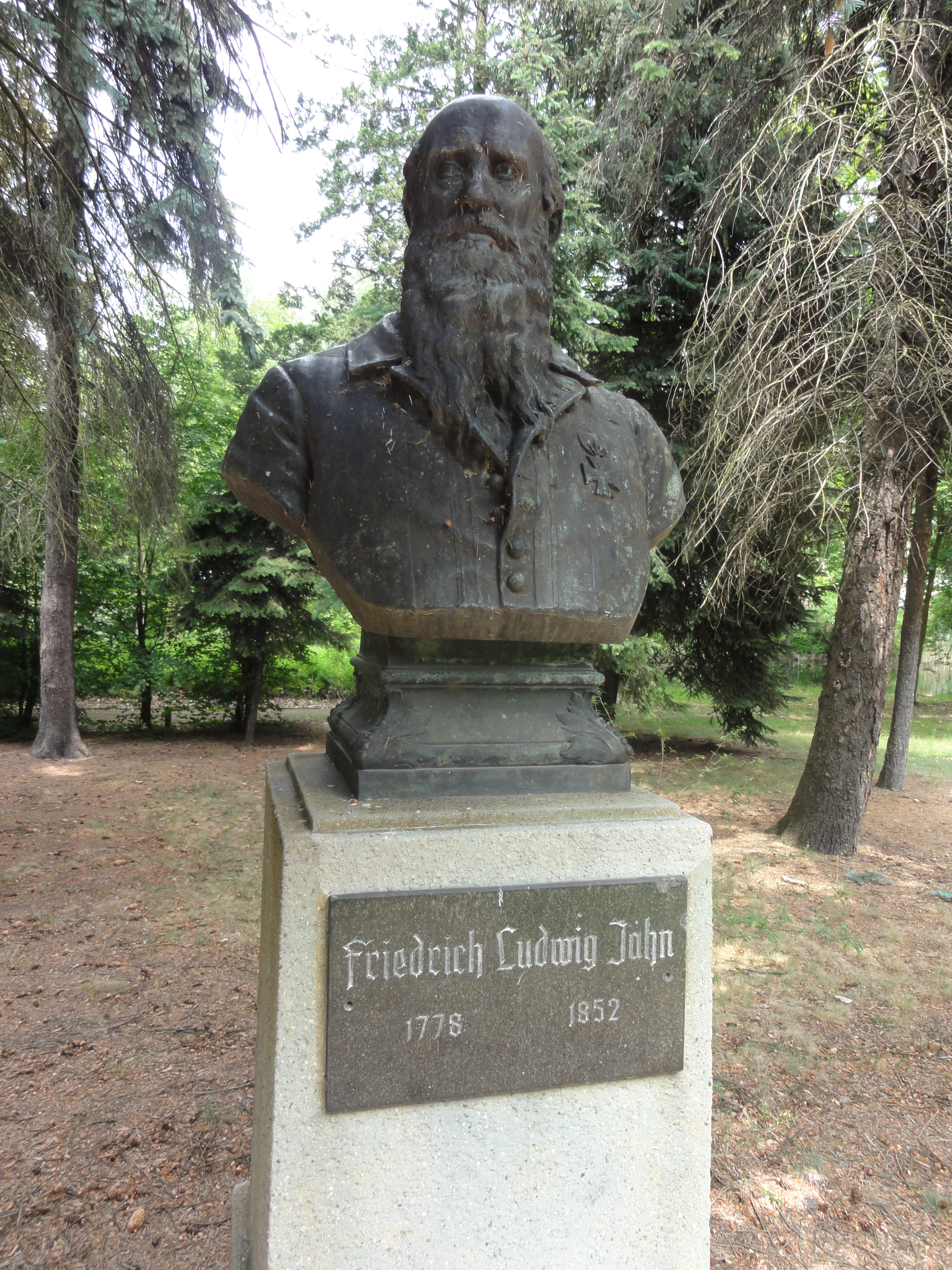
Бюст Фридриха Людвига Яна
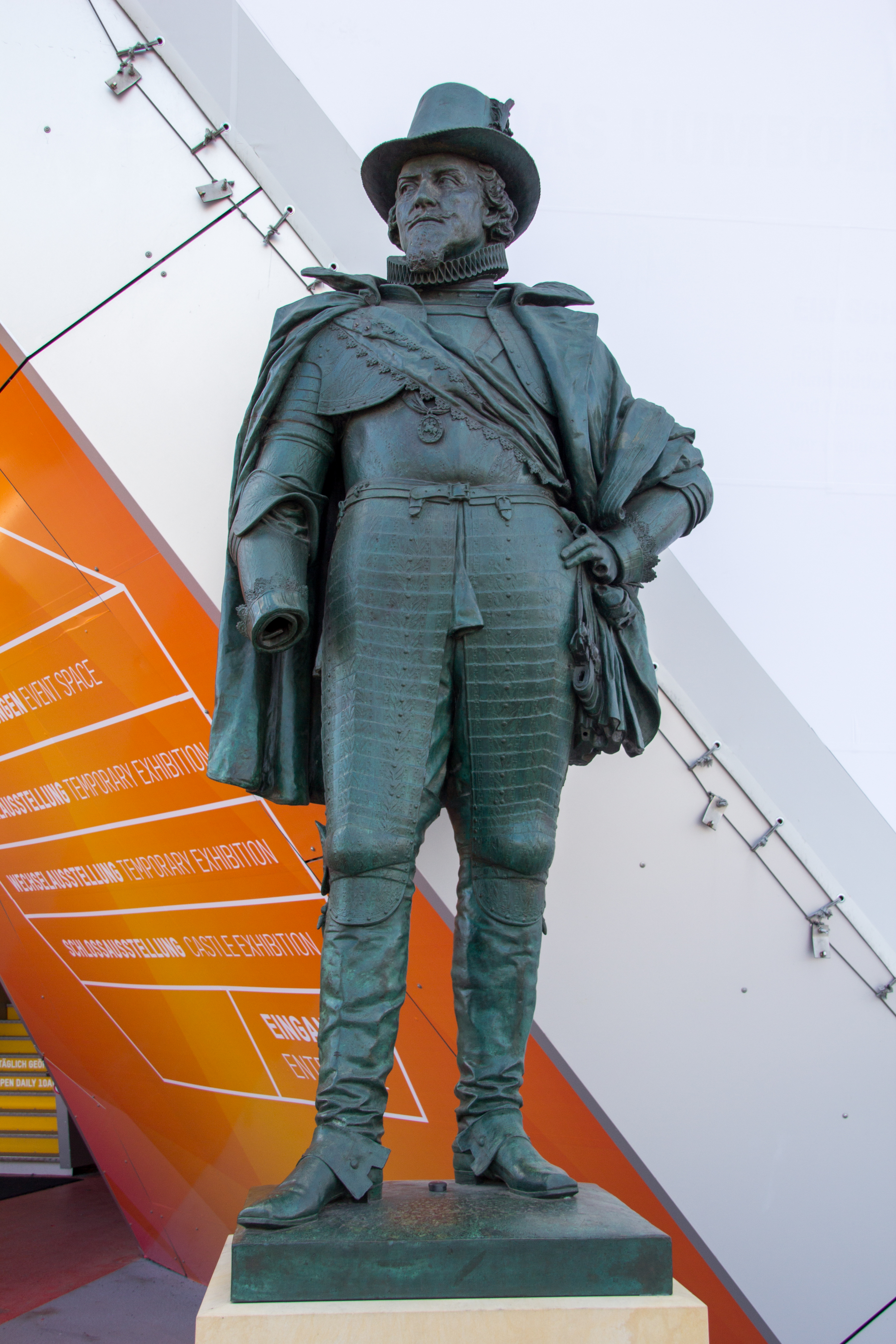
Памятник Морицу Оранскому (1906)
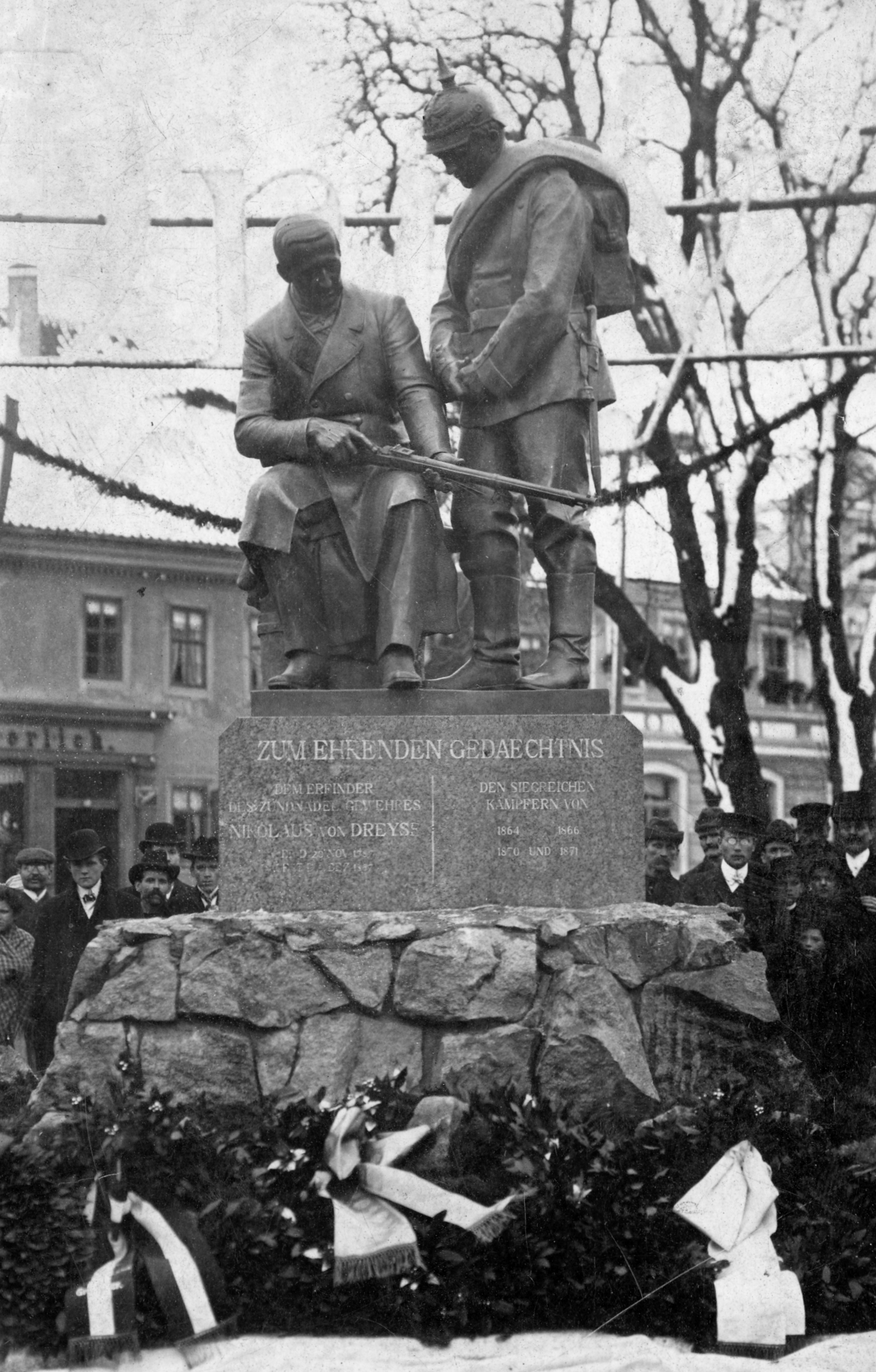
Памятник Дрейзе